# (Miss)understood
(Miss)understood este cel de-al șaptelea album de studio al cântăreței japoneze Ayumi Hamasaki produs de către Max Matsuura. Lansarea oficială a fost pe 01 ianuarie 2006 dar a fost introdus în magazine încă de pe 28 decembrie 2005, în ultima zi de miercuri a anului. A fost declarat de către RIAJ ca fiind unul dintre cele mai bine vândute albume japoneze ale anului 2006  iar de către IFPI ca fiind al patrulea cel mai bine vândut album al Japoniei în anul 2006. După spusele reprezentanților Oricon, (miss)understood este al optulea cel mai bine vândut album al Japoniei din anului 2006, cu vânzări de 877,433 de exemplare.

## Producție
În 2005, după ce a auzit niste demouri ale trupei Sweetbox ce urmau să fie incluse pe următorul album Addicted, Hamasaki "s-a îndrăgostit" de câteva cântece și în consecință, l-a întrebat pe compozitorul trupei Sweetbox pe nume GEO, dacă ar putea să le folosească pentru viitorul său album. GEO a fost de acord și i-a dat permisiunea lui Hamasaki să foloseasca șase dintre cântece : "Bold & Delicious", "Pride", "Ladies Night", "In the Corner", "Every Step", și "Beautiful Girl". Hamasaki a rescris versurile melodiilor și a modificat și compoziția acestora.

### Teme
În timp ce My Story, albumul precedent al lui Hamasaki conținea versuri în majoritate "autobiografice" si "meditative asupra trecutului", (Miss)understood a purtat un "mesaj puternic pentru toate femeile": "o discuție a fetelor" însoțită de sprijin moral amintindu-le în același timp și de perioade mai puțin favorabile, "cand se simt slabite și deprimate". "Bold & Delicious"  "admonesteaza barbatii indecisi" optând pentru determinare, "Pride" exprimă admirația lui Hamasaki față de femeile puternice "care nu renunță cu ușurintă" , și "Ladies Night" conturează prietenia dintre femei. "Step You /Is This Love?" discută despre dragoste, "Heaven" tratează un subiect foarte delicat și anume moartea persoanei iubite iar "Fairyland" ne duce cu sufletul către "amintirile copilăriei". Cântece precum "(Miss)understood" și "Alterna" aduc în prim plan tema fragilitătii relațiilor dintre oameni, a discrepanțelor de comunicare, neîncrederii și a superficialitații ce domină lumea actuală. "Will", singura melodie de pe album compusă de Hamasaki impreuna cu DAI doreste să scoată în evidentă voința ce există în fiecare om de a-și crea viata la care a visat, dar fara a face compromisuri inutile. Alte teme au aparut de asemenea : nesiguranța proprie în "In the corner", neputința în "Criminal" și "memento mori" în "Beautiful Day".

### Compoziție
Hamasaki s-a îndreptat într-o nouă direcție muzicală prin albumul (miss)understood, așa cum reiese din singleul "Bold & Delicious", un cântec funk ce folosește un cor gospel.
(Miss)understood este mult mai diversificat decât predecesorul My Story : Hamasaki a incorporat o varietate de stiluri muzicale incluzând R&B, rock, dance-pop și funk. Albumul se deschide cu melodia "Bold & Delicious", un hibrid dance-funk ce utilizeaza un cor gospel în harmonii, având incorporate chitari funk. "Pride" este o baladă puternică "ce amintește de un musical". Aranjamentul ambelor melodii a fost influențat de calătoria în New York a lui Hamasaki acolo unde le-a înregistrat și unde a și filmat videoclipurile lor. Vizita la o biserică din S.U.A. a inspirat-o pe Hamasaki să includă corul gospel în melodia " Bold & Delicious", melodia "Pride" fiind inspirată din muzicalul anului 1986 " Fantoma de la operă". "Criminal", "Step You/Is This Love", "Alterna" și melodia titulară "(Miss)understood" aparțin genului rock cu influențe ale genurilor dance și electronic ("Step You") și a orchestrei ("Criminal"), în timp ce "Heaven" si "Will" sunt melodii traditional asiatice cu influențe din cultura japoneză și chineză. "Ladies Night" are influențe ale muzicii dance a anilor '80, "In the corner" conține un mixaj de genuri muzicale: jazz, soul si r'n'b, "Beautiful Day" aparține în majoritate genului pop dance iar "Rainy Day" și "Fairyland" au un iz ambiental.

## Extra
Presa inițială a albumului a inclus două albume foto : una pentru ediția standard (intitulată "On My Way") și cea de-a doua pentru ediția CD+DVD (intitulată "Off My Day").

## Vânzări
În 2007, Avex a declarat faptul că (Miss)understood a vândut aproximativ 1,030,000 de copii în Japonia fiind premiat pentru vânzări de peste 1 milion de exemplare de către RIAJ.

## Lista cu melodii
Toate versurile sunt scrise de Ayumi Hamasaki. 
| CD              |                                   |                                   |                  |         |  |
| Nr.             | Titlu                             | Muzică                            | Aranjamente      | Lungime |  |
| 1.              | „Bold & Delicious”                | Geo of Sweetbox                   | CMJK             | 4:43    |  |
| 2.              | „Step You”                        | Kazuhiro Hara                     | CMJK             | 4:28    |  |
| 3.              | „Ladies Night”                    | Geo of Sweetbox                   | CMJK             | 4:32    |  |
| 4.              | „Is This Love?”                   | Miki Watanabe                     | Hal              | 4:53    |  |
| 5.              | „(Miss)understood”                | Tetsuya Yukumi                    | tasuku           | 4:04    |  |
| 6.              | „Alterna”                         | Shintaro Hagiwara, Sousaku Sasaki | CMJK             | 5:30    |  |
| 7.              | „In The Corner”                   | Geo of Sweetbox                   | tasuku           | 3:24    |  |
| 8.              | „tasking” (instrumental)          | tasuku                            | tasuku           | 1:28    |  |
| 9.              | „criminal”                        | Kazuhiro Hara                     | Kazuhiro Hara    | 5:13    |  |
| 10.             | „Pride”                           | Geo of Sweetbox                   | CMJK             | 4:10    |  |
| 11.             | „Will”                            | Crea, D.A.I                       | tasuku           | 4:09    |  |
| 12.             | „Heaven”                          | Kazuhito Kikuchi                  | Yuta Nakano, KZB | 4:21    |  |
| 13.             | „Are You Wake Up?” (instrumental) | CMJK                              | CMJK             | 2:07    |  |
| 14.             | „Fairyland”                       | tasuku                            | Hal              | 5:19    |  |
| 15.             | „Beautiful Day”                   | Geo of Sweetbox                   | tasuku           | 4:36    |  |
| 16.             | „Rainy Day”                       | Geo of Sweetbox                   | Yuta Nakano      | 4:02    |  |
| Lungime totală: | Lungime totală:                   | Lungime totală:                   | Lungime totală:  | 66:59   |  |

| DVD |                                                          |         |  |
| Nr. | Titlu                                                    | Lungime |  |
| 1.  | „Step You (Videoclip)”                                   | 4:52    |  |
| 2.  | „Is This Love? (Videoclip)”                              | 4:55    |  |
| 3.  | „Fairyland (Videoclip)”                                  | 5:30    |  |
| 4.  | „Alterna (Videoclip)”                                    | 5:42    |  |
| 5.  | „Heaven (Videoclip)”                                     | 4:31    |  |
| 6.  | „Bold & Delicious (Videoclip)”                           | 5:09    |  |
| 7.  | „Pride (Videoclip)”                                      | 4:32    |  |
| 8.  | „Rainy Day (Videoclip)”                                  | 4:14    |  |
| 9.  | „Ladies Night (Videoclip)”                               | 4:31    |  |
| 10. | „Bold & Delicious: Side Story (Versiunea albumului)”     |         |  |
| 11. | „Step You (Secvențe de la filmările videoclipului)”      | 4:22    |  |
| 12. | „Is This Love? (Secvențe de la filmările videoclipului)” | 5:03    |  |
| 13. | „Fairyland (Secvențe de la filmările videoclipului)”     | 5:19    |  |
| 14. | „Alterna (Secvențe de la filmările videoclipului)”       |         |  |
| 15. | „Heaven (Secvențe de la filmările videoclipului)”        |         |  |
| 16. | „Pride (Secvențe de la filmările videoclipului)”         | 4:38    |  |

## Lansare
| Regiune   | Dată            | Format                                                                 | Număr                   |
| --------- | --------------- | ---------------------------------------------------------------------- | ----------------------- |
| Japonia   | 1 ianuarie 2006 | CD+DVD - Presa inițială, ediție limitată: Album foto "On My Way" (80P) | AVCD-17837/B            |
| Japonia   | 1 ianuarie 2006 | CD - Presa inițială, ediție limitată: Album foto "Off My Way" (80P)    |                         |
| Taiwan    |                 |                                                                        |                         |
| Hong Kong |                 |                                                                        |                         |
| China     | 19 aprilie 2006 | CD+DVD - Presa inițială                                                |                         |
| China     | 19 aprilie 2006 | CD+DVD                                                                 | AVTCD-95881             |
| China     | 19 aprilie 2006 | CD - Presa inițială                                                    |                         |
| China     | 19 aprilie 2006 | CD                                                                     | AVTCD-95876CB - SCD-842 |

## Clasamente
| Lansare          | Clasament                     | Poziția de vârf | Vânzările din prima săptămâna | Vânzările totale | Durată       |
| ---------------- | ----------------------------- | --------------- | ----------------------------- | ---------------- | ------------ |
| 01 ianuarie 2006 | Clasamentul Oricon Zilnic     | 1               |                               |                  |              |
| 01 ianuarie 2006 | Clasamentul Oricon Săptămânal | 1               | 653,830                       | 877,500          | 31 săptămâni |
| 01 ianuarie 2006 | Clasamentul Oricon Lunar      | 1               |                               |                  |              |
| 01 ianuarie 2006 | Clasamentul Oricon Anual      | 8               |                               |                  |              |

- Vânzări totale: 877,500 (Japonia)
- Vânzări totale: 1,030,000 (Avex)

### Singleuri
| Dată               | Titlu                    | Poziția de vârf | Săptămâni    | Vânzări |
| ------------------ | ------------------------ | --------------- | ------------ | ------- |
| 20 aprilie 2005    | "Step You/Is This Love?" | 1               | 19 săptămâni | 345,340 |
| 08 august 2005     | "Fairyland"              | 1               | 13 săptămâni | 316,663 |
| 14 septembrie 2005 | "Heaven"                 | 1               | 14 săptămâni | 327,771 |
| 30 noiembrie 2005  | "Bold & Delicious/Pride" | 1               | 7 săptămâni  | 132,993 |

- Vânzări totale de singleuri: 1,121,690
- Vânzări totale de singleuri & album: 1,999,123